# Organo della chiesa di Notre-Dame des Neiges all'Alpe d'Huez

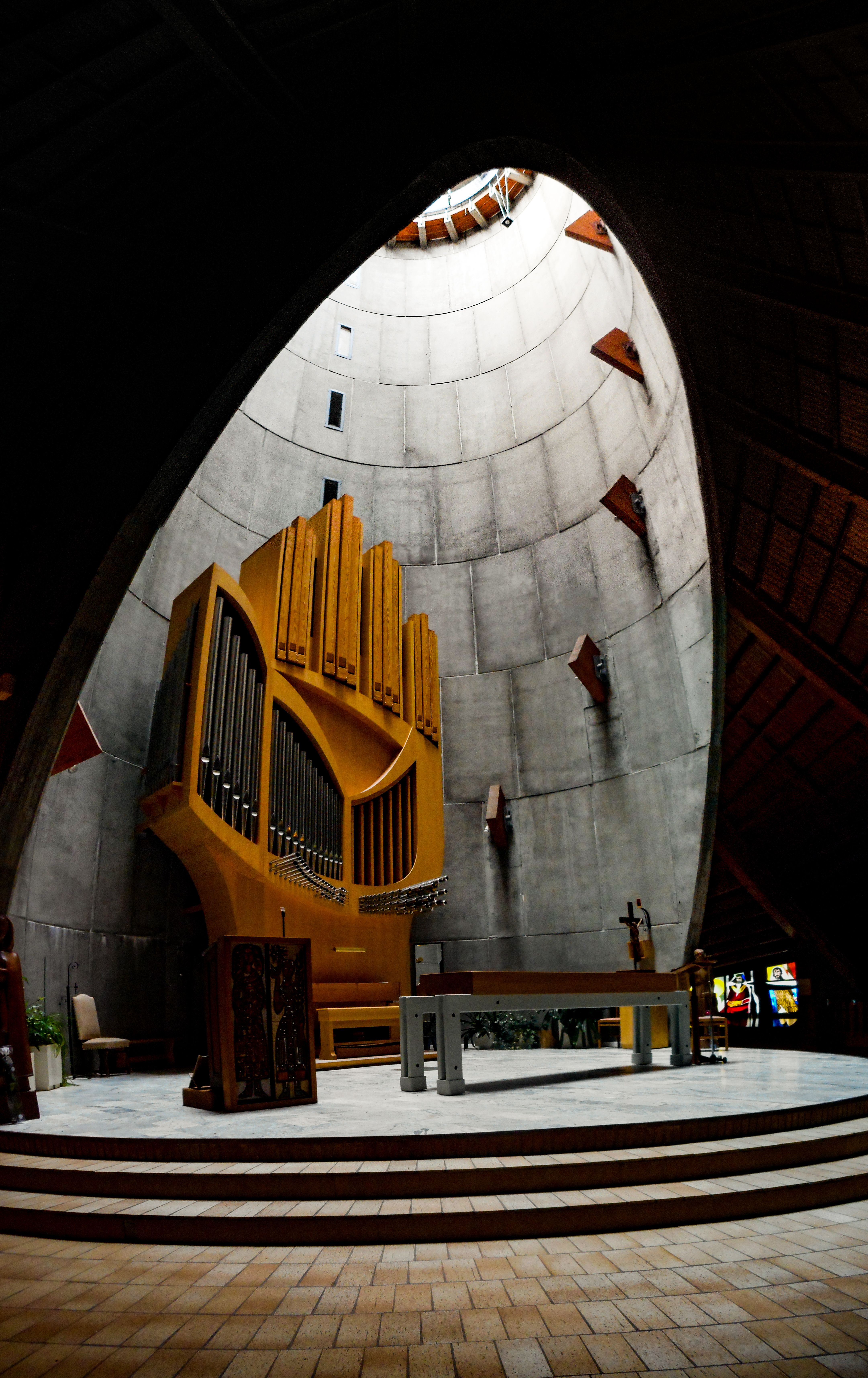
Il presbiterio della chiesa con l'organo

L'organo della chiesa di Notre-Dame des Neiges all'Alpe d'Huez è un particolare strumento musicale costruito nel 1978 da Detlef Kleuker su progetto di Jean Guillou.

## Storia
La chiesa di Notre-Dame des Neiges venne costruita su progetto di Jean Marol tra il 1968 e il 1970 come luogo di culto cattolico della località sciistica francese Alpe d'Huez, ideata come una struttura protesa verso un fulcro centrale formato da una struttura cilindrica in cemento.
Nella seconda metà degli anni 1970, essendo parroco Jaap Reuten, fu presa la decisione di dotare l'edificio di un organo a canne; per la realizzazione di quest'ultimo venne scelto l'organaro tedesco Detlef Kleuker, il quale aveva acquistato una certa notorietà in Francia in seguito alla costruzione dell'organo della chiesa evangelica tedesca di Parigi (1983); il progetto fonico venne affidato a Jean Guillou, organista titolare della chiesa di Sant'Eustachio a Parigi, che aveva già collaborato nel 1974 con Kleuker per la costruzione dell'organo della Grange de la Besnardière a Villedômer, mentre quello architettonico a Jean Marol. L'organo venne quindi costruito nel 1978 e chiamato da Guillou Christophe-Raphaël; la sua disposizione fonica era la seguente:
| I - Grand-Orgue      |      |
| Montre               | 8'   |
| Flûte des neiges     | 8'   |
| Prestant             | 4'   |
| Doublette            | 2'   |
| Cornet               | II-V |
| Mixture              | IV   |
| Ranquette            | 16'  |
| Cromorne             | 8'   |
| Trompette en chamade | 8'   |

| II - Récit expressif |        |
| Flûte harmonique     | 8'     |
| Salicional           | 8'     |
| Flûte octaviante     | 4'     |
| Sesquialtera         | II     |
| Larigot              | 1.1/3' |
| Plein-jeu            | V      |
| Bombarde             | 16'    |
| Hautbois             | 8'     |
| Trémolo              |        |

| Pedale        |     |
| Flûte ouverte | 16' |
| Gemshorn      | 8'  |
| Flûte         | 4'  |
| Nachthorn     | 2'  |
| Bombarde      | 16' |
| Clairon       | 4'  |

Nel 1986, sempre su progetto di Guillou, la fonica dell'organo subì alcune variazioni, in quanto vennero sostituiti dei registri con altri nuovi, tra cui l'Hautbois en chamade 8'; inoltre, venne installato da Jean David un combinatore elettronico per le combinazioni libere.
In seguito alla costruzione dello strumento, si è costituita l'associazione Association Notre-Dame des neiges - Orgues et Montagnes che ha il compito di valorizzarlo organizzando concerti e corsi di organo, flauto di Pan e canto.

## Descrizione

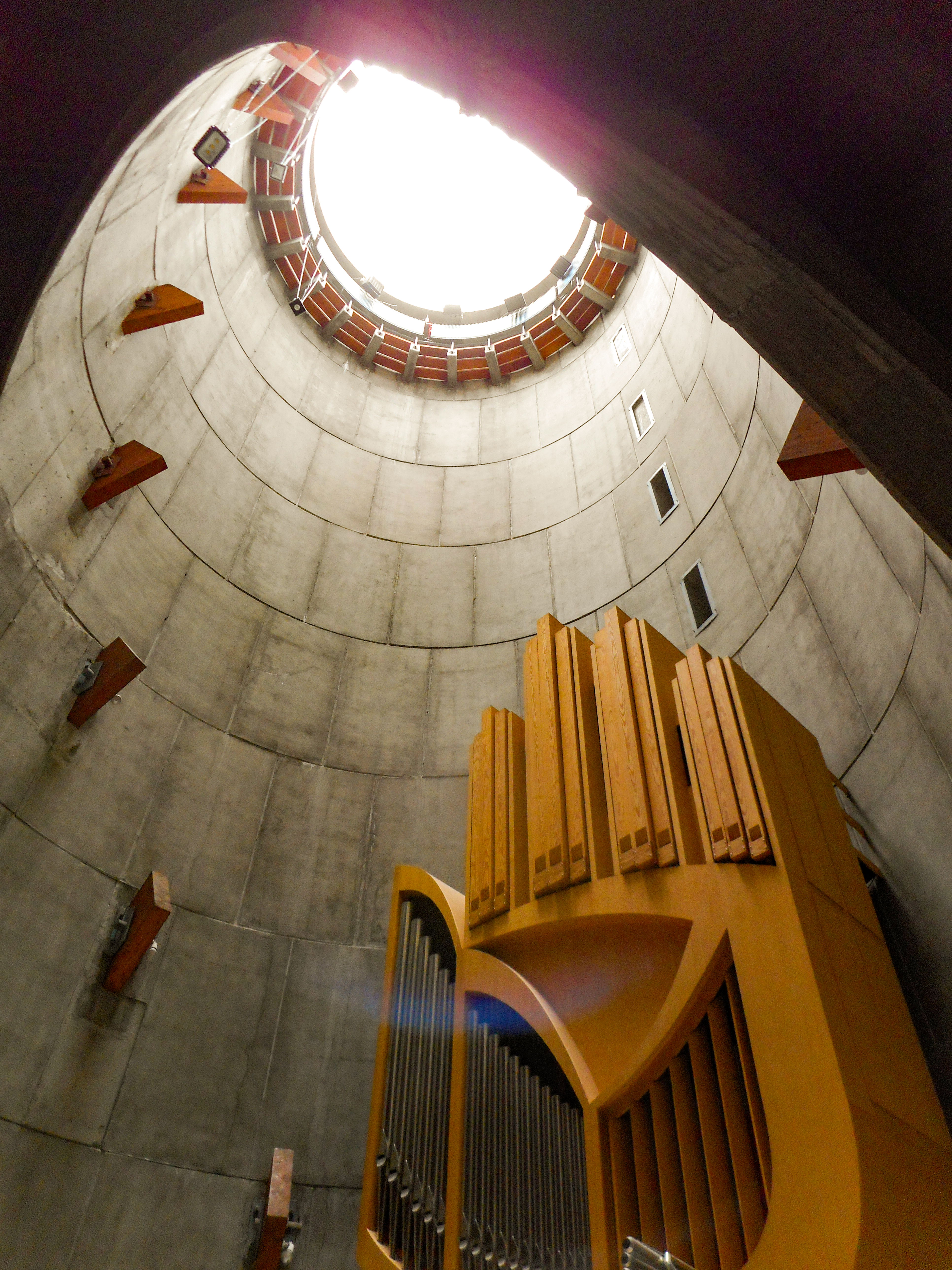
L'organo

L'organo a canne è posizionato all'interno dell'area presbiterale della chiesa, in posizione frontale rispetto all'aula. Il suo materiale fonico, ad eccezione dei registri ad ancia en chamade, è interamente racchiuso all'interno della cassa ideata da Jean Marol e caratterizzata dalla particolare forma che richiama volutamente quella di una mano aperta rivolta verso il cielo.
La mostra è in più campi su due piani: nel piano inferiore, diviso in tre campi, a destra si trovano le griglie che racchiudono le canne del Récit expressif, mentre al centro e a sinistra vi sono canne di principale in metallo appartenenti al registro Montre 8' del Grand-orgue, disposte con un andamento crescente verso l'esterno per andare a formare il palmo della mano e il pollice; le restanti quattro dita sono rese da altrettanti gruppi di tre canne in legno ciascuno. La Trompette en chamade 8' del Grand-orgue e l'Hautbois en chamade 8' del Récit expressif sono posti in basso, il primo a sinistra e il secondo a destra.
La consolle è appoggiata al corpo d'organo e dispone di due tastiere di 61 note ciascuna e pedaliera concava di 32 note, con le unioni e i registri azionati da pomelli ad estrazione posti su tre livelli ai lati dei manuali. Il sistema di trasmissione è integralmente meccanico con un combinatore elettronico per le 1536 (192x8) combinazioni libere, molte delle quali possono essere salvate su disco.
Di seguito la disposizione fonica dello strumento:
| I - Grand-Orgue      |      |
| Montre               | 8'   |
| Flûte des neiges     | 8'   |
| Prestant             | 4'   |
| Doublette            | 2'   |
| Mixture              | V    |
| Cornet               | II-V |
| Trompette en chamade | 8'   |
| Cromorne             | 8'   |
| Ranquette            | 16'  |

| II - Récit expressif |        |
| Flûte harmonique     | 8'     |
| Flûte octaviante     | 4'     |
| Sesquialtera         | II     |
| Larigot              | 1.1/3' |
| Plein-jeu            | V      |
| Hautbois en chamade  | 8'     |
| Trompette            | 8'     |
| Trémolo              |        |

| Pedale        |     |
| Flûte ouverte | 16' |
| Gemshorn      | 8'  |
| Flûte         | 4'  |
| Nachthorn     | 2'  |
| Bombarde      | 16' |
| Chalumeau     | 4'  |